# Штученко Віктор Васильович
Віктор Васильович Штученко (29 липня 1925, село Прелесне, тепер Слов'янського району Донецької області — ?) — український радянський партійний діяч. Депутат Верховної Ради УРСР 9—11-го скликань. Кандидат у члени ЦК КПУ в 1971—1986 роках.

## Біографія
Народився в родині робітника. У 1943—1947 роках — служба в Радянській армії.
У 1951 році закінчив Львівський торговельно-економічний інститут.
У 1951—1954 роках — товарознавець, завідувач відділу універмагу у місті Ворошиловграді.
Член КПРС з 1953 року.
У 1954—1956 роках — інструктор відділу торговельно-фінансових і планових органів Ворошиловградського обласного комітету КПУ.
У 1956—1960 роках — заступник директора і комерційний директор універмагу.
У 1960—1964 роках — інструктор, завідувач сектору торгівлі відділу торгово-фінансових і планових органів ЦК КПУ. У 1964—1970 роках — заступник завідувача відділу торгово-фінансових і планових органів (торгівлі і фінансових органів) ЦК КПУ.
У 1970—1986 роках — завідувач відділу торгівлі і побутового обслуговування ЦК КПУ.
Потім — на пенсії в Києві.

## Нагороди
- три ордени Трудового Червоного Прапора
- ордени
- медалі